# Suchá Lhota
Suchá Lhota település Csehországban, a Svitavyi járásban. Suchá Lhota Javorník, Bučina, Makov és Příluka településekkel határos. Lakosainak száma 81 fő (2024. január 1.).

## Népesség
A település lakosságának változását az alábbi diagram mutatja:
| Lakosok száma | 198  | 234  | 228  | 131  | 104  | 84   | 92   | 89   | 91   | 81   |
|               | 1869 | 1900 | 1921 | 1961 | 1980 | 2011 | 2016 | 2019 | 2021 | 2024 |